# Altstadt Vilnius

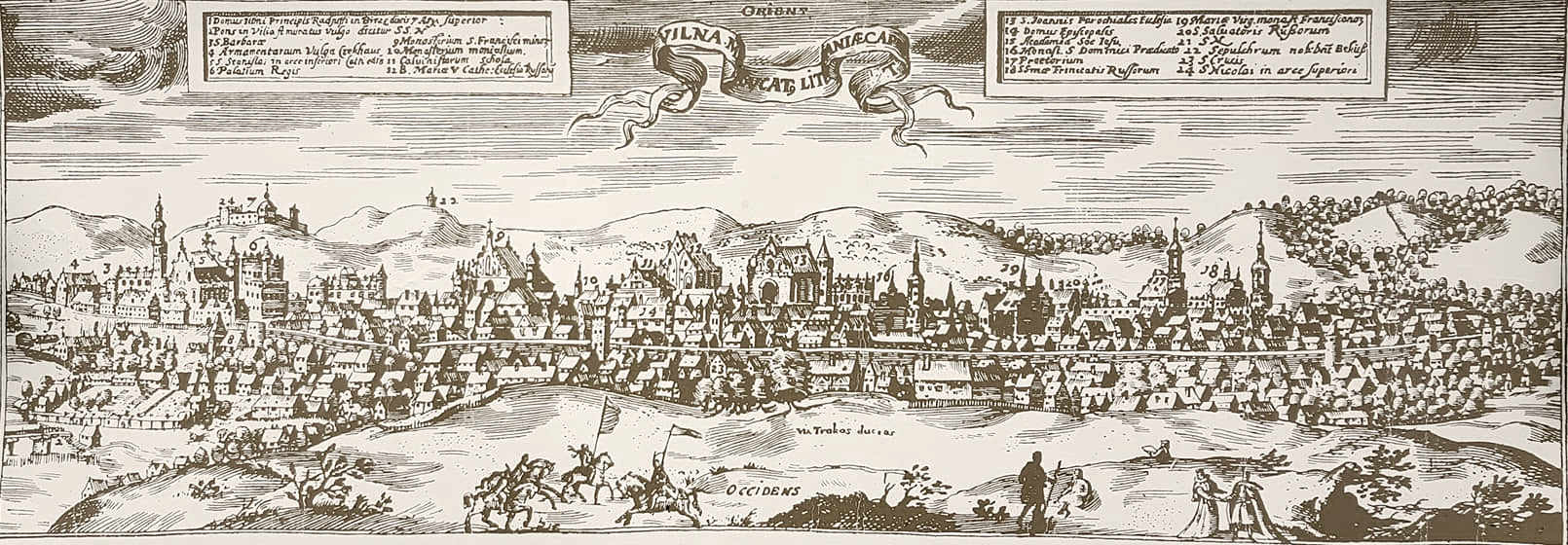
Tomasz Makowski, Panorama, 1600

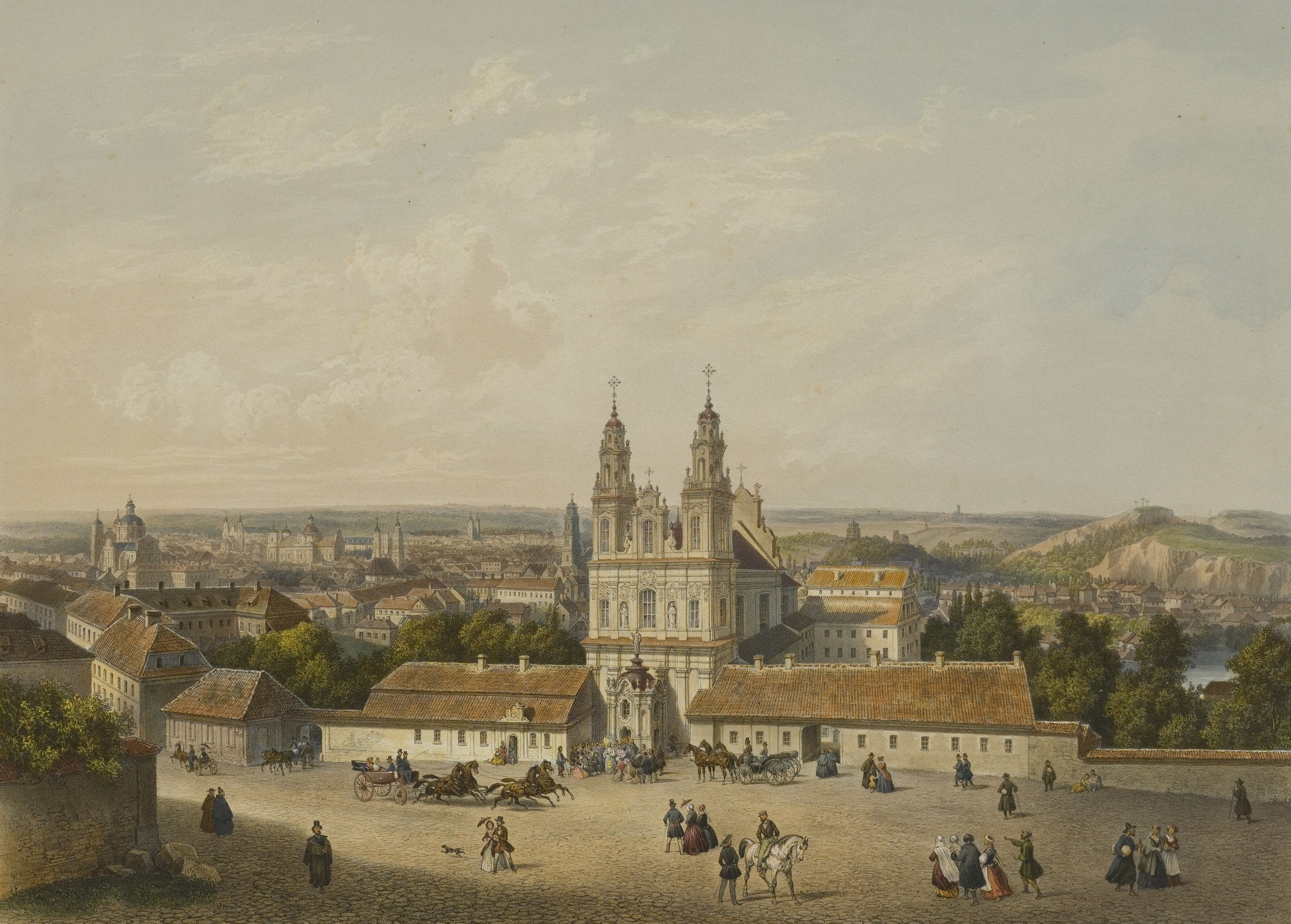
Panorama 19. Jahrhundert

Die Altstadt Vilnius (litauisch Vilniaus senamiestis, polnisch Stare Miasto) ist der älteste Stadtteil der litauischen Hauptstadt Vilnius. Sie liegt am linken Ufer der Neris und gehört zur Verwaltungsgemeinschaft Senamiesčio seniūnija. Die Altstadt ist 3,59 km² groß. Es gibt 70 Straßen und Querstraßen und 1487 Gebäude. Seit 1994 ist die Altstadt Vilnius ein UNESCO-Weltkulturerbe.

## Sehenswerte Bauwerke
- Gediminas-Turm
- Universität
- Rathaus
- Tor der Morgenröte
- Großfürstliches Schloss
- Bastei Vilnius
- Burgmeisterhaus
- Stadtmauer Vilnius

## Sakralgebäude
- St.-Annen-Kirche
- Bernhardinerkirche
- Kathedrale St. Stanislaus
- St.-Kasimir-Kirche
- Torkapelle mit Ikone im Tor der Morgenröte
- Barmherzigkeitskapelle

## Plätze
- Kathedralenplatz Vilnius
- Rathausplatz Vilnius
- Simonas-Daukantas-Platz
- Vincas-Mickevičius-Platz

## Kunst
- Jonas Mekas Visual Arts Center
- Vilnius Photography Gallery
- Kunstakademie
- Zentrum für zeitgenössische Kunst
- Philharmonie Litauens

## Behörden
- Präsidialamt
- Verteidigungsministerium
- Innenministerium
- Bildungsministerium
- Bank Litauens
- Österreichische Botschaft

## Bildung
- Jesuitengymnasium
- Vytautas-Magnus-Gymnasium
- Universität
- Konservatorium